# Питак
Питак из Митилене (стгрч. ΠιττακοςΠιττακος 651. п. н. е. - 569. п. н. е.) је старогрчки мудрац, један од Седам мудраца.

## Биографија
Заједно са Алкејем и његовом браћом, Питак је ослободио свој родни град Митилену од тиранина Меланшера, али је убрзо Мирсил преузео власт, а Питак и Алкеј су послати у изгнанство.
Због успешног вођства Питака над Митиленцима током рата са Атињанима, када је бацио мрежу на вођу противника Олимпијског победника Фринона и убио га, житељи су га поставили за аесимнета (стгрч. αισυμνητлецтедς αισυμνητлецтедς). Добивши власт, Питак је сузбио немире и, да би их спречио у будућности, ревидирао законе, посебно кривичне. Према Диогену Лаертском, његова владавина је трајала од 579. до 569. п. н. е., а затим, заводећи ред у држави, дао оставку и живео још десет година. Као мудрац и законодавац, Питак је био поштован од стране Грка упоредо са Солоном и Ликургом, будући да је био један од Седам мудраца. Њему су приписане следеће изреке:
- користите умереност, знајте меру свему (старогрчки Μετρω χρω),
- желе да се допадају свима (старогрчки Πασιν αρεσκειν),
- не грди никога (старогрчки: Μηδενα λοιδορει).

Према неким наводима, био је учитељ Ферекида Сирског.